# Priors Hardwick
Priors Hardwick – wieś w Anglii, w hrabstwie Warwickshire, w dystrykcie Stratford-on-Avon. Leży 22 km na południowy wschód od miasta Warwick i 112 km na północny zachód od Londynu. W 2001 miejscowość liczyła 167 mieszkańców.